# Bluffton (Caroline du Sud)
Pour les articles homonymes, voir Bluffton (homonymie).
Bluffton est une ville du sud du comté de Beaufort, en Caroline du Sud, aux États-Unis. La population au recensement de 2020 était de 27 716 habitants, soit une augmentation de plus de 150 % depuis le recensement de 2010, ce qui en fait la 17e municipalité la plus peuplée et l'une des municipalités à la croissance la plus rapide de Caroline du Sud. La ville est principalement située autour de la route 278, entre l'ile Hilton Head et l'Interstate 95 . La ville du XIXe siècle, qui est désormais connue sous le nom de Old Town, se trouve sur une falaise le long de la rivière May. Bluffton est une des principales villes de la zone statistique métropolitaine de Hilton Head Island-Bluffton-Port Royal.
Après la taxe de 1842, Bluffton devient une des origines du mouvement séparatiste ; le Mouvement Bluffton, ayant lieu en 1844, est une série de manifestations contre les impôts fédéraux. Le mouvement s’éteint rapidement mais a contribué au mouvement de sécession, conduisant la Caroline du Sud à devenir le premier État à quitter l’Union. Durant la période d'avant-guerre, Bluffton est un endroit apprécié des marchands aisés et des propriétaires de plantations. Durant la guerre de Sécession, les deux tiers de la ville sont détruits par un incendie causé par l'Union lors de l'expédition Bluffton le 4 juin 1863.

## Géographie

Carte de Bluffton dans le comté de Beaufort

Bluffton était autrefois principalement constituée de zones humides dont beaucoup ont été asséchées, possiblement avant la guerre de sécession. L'agriculture et la culture du pin sont à l'origine du paysage actuel. La ville se compose de cinq quartiers principaux : le quartier historique de la vieille ville situé sur la falaise au nord de la rivière May ; Palmetto Bluff sur la rive sud de cette rivière ; Jones Estate le long de la New River ; Buckwalter du côté nord-ouest de la ville et Shultz Tract au nord de la vieille ville. La rivière May serpente à travers le centre de la ville. La New River forme la frontière sud-ouest de la ville. La communauté non incorporée de Pritchardville se trouve enclavée dans le territoire de la commune.

### Topographie
Selon le Bureau du recensement des États-Unis, la ville a une superficie totale de 140,4 km2  , dont 134,6 km2 de superficie terrestre et 5,8 km2 d'eau, soit 4,12 %. Bluffton est la cinquième plus grande municipalité de Caroline du Sud en termes de superficie terrestre. La frontière municipale contient de nombreux trous qui sont des territoires non incorporés en raison des lois strictes d'annexion de la Caroline du Sud . La majeure partie de Bluffton était constituée de terrains non aménagés jusqu'au boom immobilier du début des années 2000, qui a provoqué une forte croissance autour de Bluffton. De nombreux développements d'unités prévus à Bluffton ont été construits pendant cette période. Depuis 2012, bon nombre de ces développements ne sont que partiellement achevés en raison du ralentissement économique.

### Climat
Bluffton a un climat subtropical humide, classé Cfa dans la classification de Köppen, ce qui se traduit par des hivers très doux, des étés chauds et humides et de fortes précipitations toute l'année. Août est le mois le plus humide ; près de la moitié des précipitations annuelles se produisent pendant l'été sous forme d'orages. L'automne reste relativement chaude jusqu'en décembre. L'hiver est court et doux avec parfois des pluies ; la neige est rare. Le record de chaleur enregistré à Hilton Head Island, la station la plus proche, est de 107 degrés Fahrenheit (42 °C) le 20 juillet 1986 et la température la plus basse enregistrée est 4 degrés Fahrenheit (−16 °C) le 21 janvier 1985,. Les ouragans sont une menace majeure pour la région pendant l'été et au début de l'automne, mais aucun ouragan majeur n'a eu lieu à Bluffton depuis l'ouragan de catégorie 3 de Sea Islands en 1893.

## Histoire

### Époque coloniale (1670-1776)
Aux XVIIe et XVIIIe siècles, la zone comprenant le sud du comté de Beaufort était connue sous le nom de comté de Granville, dans la paroisse de Saint Luc. Lord Cardoss, chef de la colonie écossaise voisine de Beaufort, invite le peuple Yamasee à s'installer dans la région, où ceux-ci fondent dix villes de plus de 1 200 habitants. En 1715, la guerre des Yamasee éclate et après plusieurs années de combats, les Yamasee émigrent en Floride, laissant les « terres indiennes » à la colonisation européenne. En 1718, les lords propriétaires découpent la région en plusieurs nouvelles baronnies, dont Devil's Elbow, baronnie de la future ville de Bluffton. Le premier propriétaire titulaire du terrain est le planteur barbadien Sir John Colleton. Dès 1728, les colons construisent des plantations dans la région. La famille Colleton y prospère grâce à la culture du coton, du maïs et de l'indigo,.

### Guerre d'indépendance des États-Unis (1776-1785)
Sir John Colleton, petit-fils du propriétaire d'origine, crée des plantations près des régions de Victoria Bluff et de Foot Point puis renonce à une grande partie de sa baronnie, rachetée principalement par les familles Rose et Kirk ; il meurt en 1776. En 1779, les soldats britanniques, sous les ordres général Prévost, détruisent ces plantations. Au XVIIIe siècle, des rizières couvrent une grande partie des terres au sud de la rivière May, correspondant à l'actuel Palmetto Bluff. Le riz est alors une culture lucrative et importante dans la région de Lowcountry jusqu'au début du XXe siècle, lorsqu'une série de tempêtes dévastatrices la perturbe.

### Période d'avant-guerre (1785-1861)

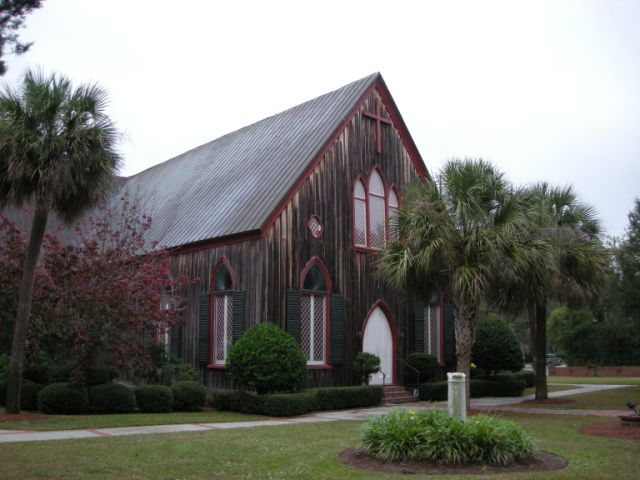
Église de la Croix

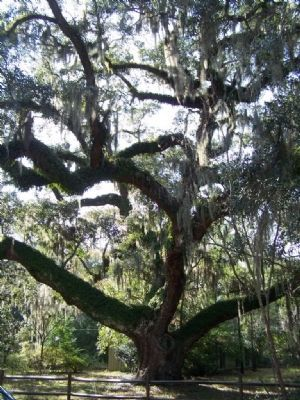
Chêne âgé de 350 ans situé à Stock Farm à Bluffton, connu sous le nom de Secession Oak ; c'est là qu'en 1844 le représentant américain Robert Barnwell Rhett de Caroline du Sud a appelé le Sud à se retirer de l'Union.

La ville de Bluffton est initialement construite sur deux parcelles adjacentes de la baronnie de Devil's Elbow possédées par Benjamin Walls et James Kirk. Les premières maisons sont construites au début des années 1800 par des planteurs de la région à la recherche de hauteur et de fraicheur pour échapper aux conditions malsaines présentes dans les plantations de riz et de coton de Lowcountry. L'accès facile par voie d'eau et les nombreuses anses de marée offraient d'excellents emplacements pour les résidences, provoquant l'expansion de la communauté, connue alors sous les noms de « Kirk's Landing » ou « Kirk's Bluff ». Les premières rues sont tracées officiellement dans les années 1830 et c'est au début des années 1840 que le nom de Bluffton est choisi, comme compromis entre les familles Kirk et Pope.
Le mouvement de sécession en Caroline du Sud, mené par Robert Barnwell Rhett, commence le 31 juillet 1844 sous l'arbre connu aujourd'hui sous le nom de « Secession Oak Tree » (en français : « chêne de la Sécession »),. Jusqu'en 1860, le mouvement séparatiste est appelé « The Bluffton Movement » (en français : « Le mouvement de Bluffton »), en référence à ce discours. Dans les années 1850, un débarcadère pour bateaux à vapeur est construit au bout de Calhoun Street et Bluffton devient une place centrale de commerce dans le sud du comté de Beaufort en tant qu'escale des voyageurs sur l'axe entre Savannah et Beaufort. En 1852, la ville est officiellement incorporée par une résolution de l'assemblée générale de Caroline du Sud ; elle s'étend alors sur environ 2,6 km2. La construction de l'église de la Croix (en anglais : Church of the Cross), conçue par l'architecte Edward Brickell White pour un cout de 5 000 $, commence en 1854. Consacrée en 1857, elle peut accueillir jusqu'à 600 personnes,.

### Guerre de sécession (1861-1865)
Après une victoire de l'Union à la bataille de Port Royal le 7 novembre 1861, le général de brigade confédéré Thomas F. Drayton dirige l'évacuation des forces rebelles depuis l'ile de Hilton Head jusqu'à Bluffton, sur le continent. Les postes de guet rebelles dispersés autour du quartier général de Bluffton peuvent alors surveiller l'escadron de blocus de l'Atlantique Sud de l'Union qui occupe la baie de Port Royal. Pour les confédérés, l'emplacement de Bluffton en fait la seule position stratégique sur la côte Est permettant d'obtenir des renseignements sur l'escadron de l'Union, qui menait alors des opérations de blocus cruciales le long de la côte sud. Fin mai 1853, le major-général David Hunter, commandant du département du Sud, ordonne la destruction de Bluffton par le feu. Cette expédition est menée le 4 juin 1863 et détruit environ les deux tiers des 60 bâtiments estimés de la ville ; seules les deux églises et quinze résidences survivent à l'attaque. De nos jours, huit maisons d'avant-guerre et les deux églises existent toujours dans la vieille ville et sont considérées comme des monuments nationaux.

### Période d'après-guerre (1865-1945)

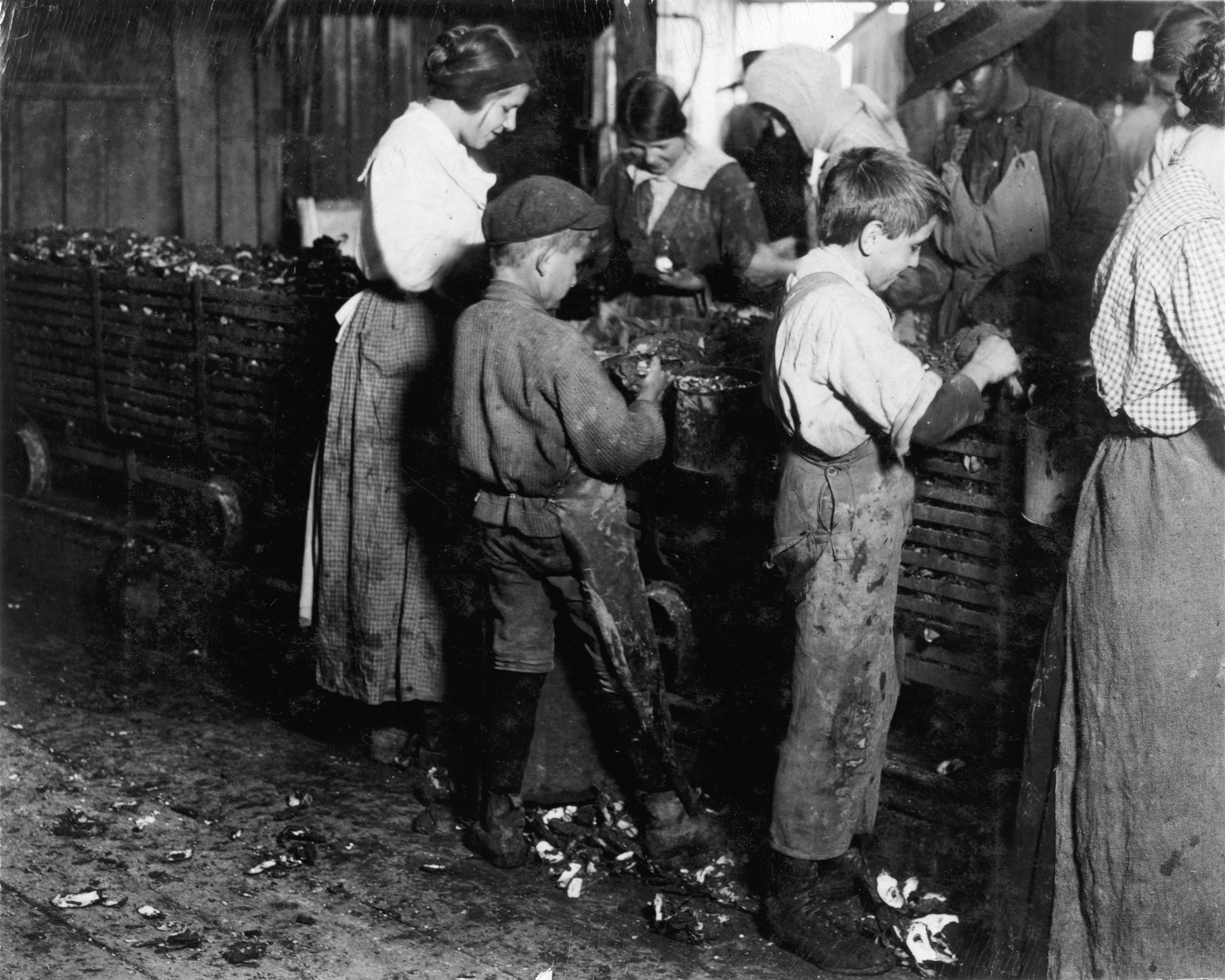
Travail d'enfants à la Varn & Platt Canning Company à Bluffton en 1913. Photo de Lewis Hine

La reconstruction est lente car peu de propriétaires locaux pouvaient à l'époque s'offrir le luxe d'une résidence d'été à Bluffton. La véritable reconstruction de la ville a lieu dans les années 1880 ; elle devient alors un leu commercial du comté de Beaufort.

### Époque contemporaine (après 1945)

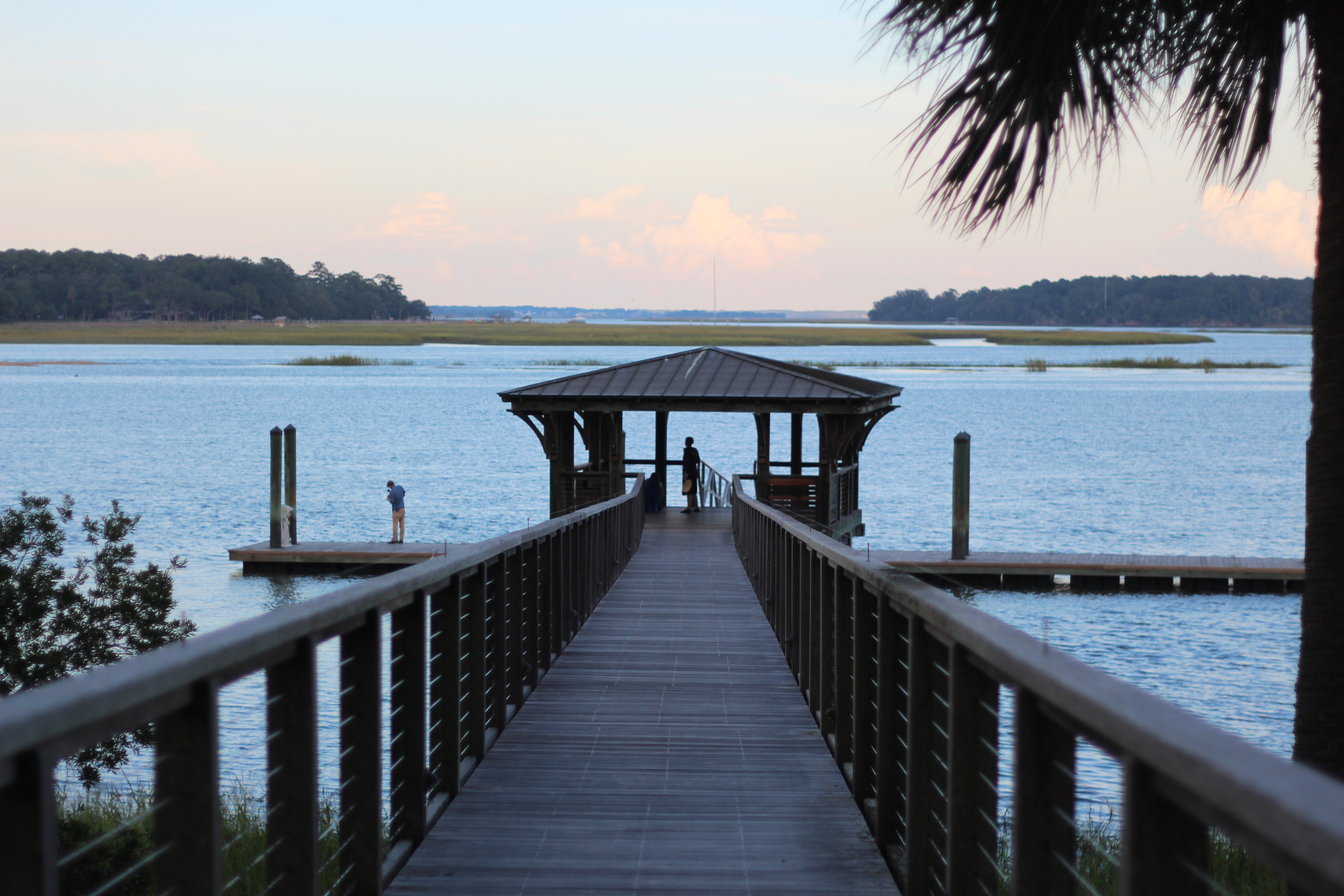
Palmetto Bluff au Montage Resort à Bluffton

Bluffton demeure un lieu de commerce jusqu'à la construction de la Coastal Highway ( US 17 ) et du pont de Port Wentworth sur la rivière Savannah qui diminuent l'attractivité du commerce et des voyages par bateaux. La Grande Dépression commence peu de temps après et signe la fin de la prospérité et de l'importance commerciale de la ville ; toutefois Bluffton reste populaire en tant que lieu de vacances. Le développement de l'ile de Hilton Head, la proximité de Sun City et le développement que cela entraine dans les années 1990 provoquent un retour du commerce dans la ville. En 1996, Bluffton est désignée district historique national avec 46 bâtiments et deux sites. En 1998, la Bluffton Historical Preservation Society ouvre la Heyward House au public ; elle rejoint le programme Save America's Treasures en 1999, puis devient le centre d'accueil de la ville en 2000 ; le quartier historique de Old Town (en français : « la vieille ville ») est créé par de nouvelles règles de zonage et des normes architecturales. En 2005, Bluffton est reconnue comme une communauté de Preserve America, un programme fédéral encourageant les efforts communautaires de préservation des éléments culturels et historiques de la nation américaine.
Le village d'Altamaha, le quartier historique de Bluffton, l'église de la Croix et la plantation Rose Hill Plantation House sont inscrits au registre national des lieux historiques.

## Politique et administration
Bluffton est administré localement par un gouvernement à gérance municipale. Le conseil municipal est constitué du maire et de quatre conseillers ; leurs mandats de quatre ans se chevauchent. Les élections municipales ont lieu tous les deux ans à l'automne. Plus de cent-cinquante employés travaillent pour la municipalité. Le conseil municipal a un rôle législatif, le maire s'occupe de l'administration de la ville au quotidien et du budget.

## Équipements et services publics

### Utilitaires
La Beaufort-Jasper Water and Sewer Authority (BJWSA) gère l'eau de la ville, tandis que la South Carolina Electric and Gas Company (SCE&G) et la Palmetto Electric Cooperative sont les principaux fournisseurs d'électricité. Hargray, de l'opérateur Cable One, fournit les services téléphoniques et l'Internet haut débit. La gestion des déchets est faite par Waste Management.

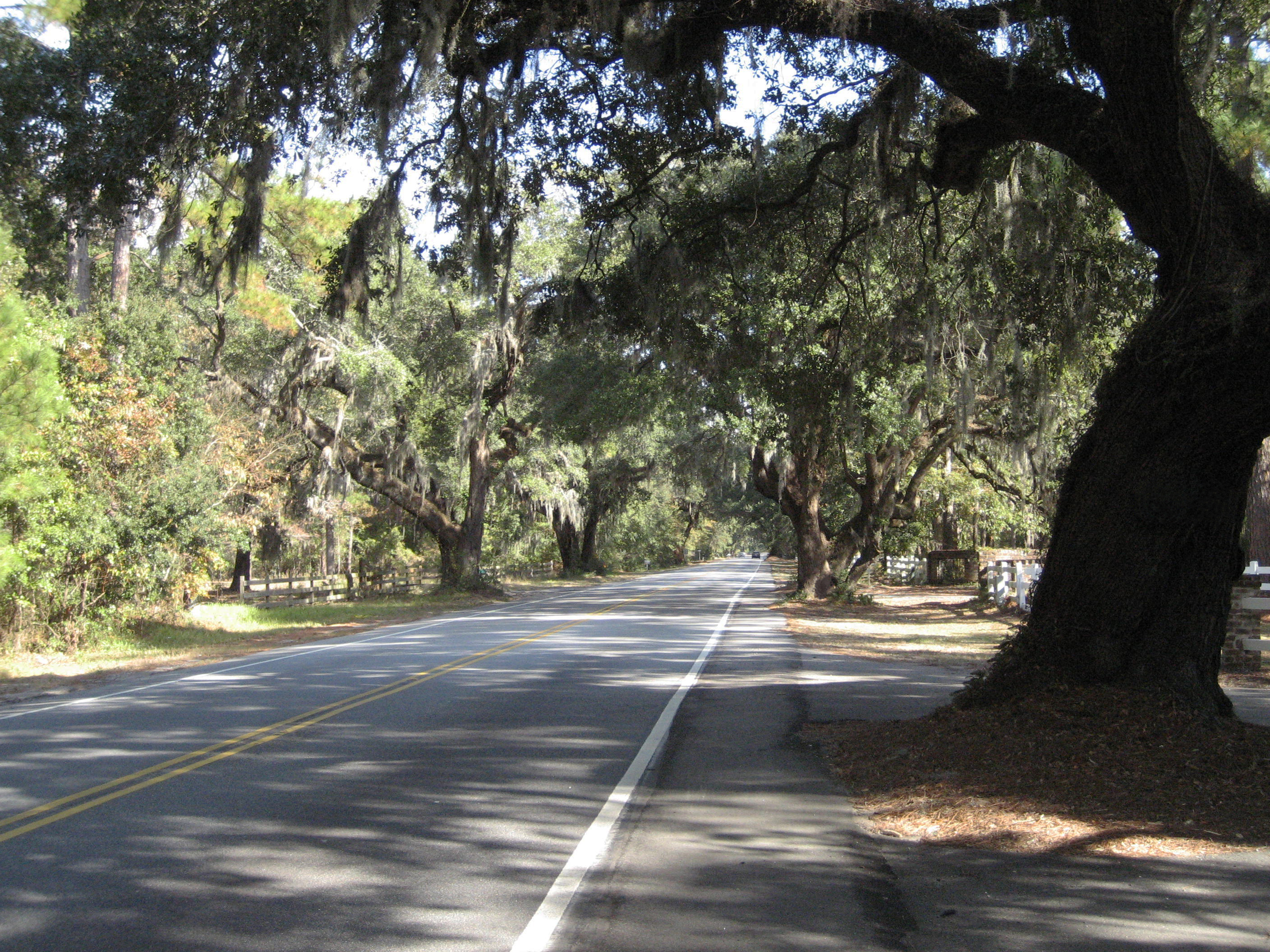
Route de la rivière May

### Transports

#### Aéroport
Bluffton est desservie par l'aéroport international de Savannah/Hilton Head, situé à Savannah, en Géorgie, et par l'aéroport de Hilton Head Island.

#### Autoroutes
L'Interstate 95 passe à l'ouest de Bluffton, à laquelle elle est reliée par la route US 278. Depuis août 2012, l'autoroute Bluffton Parkway s'étend de la SC-170 à l'ouest jusqu'au pont de l'ile Hilton Head à l'est ; à terme elle est censée s'étendre du pont à la I-95 près de Hardeeville, selon la municipalité, son rôle est de mieux répartir le trafic des routes voisines. Palmetto Breeze, une agence de transport régionale gérée par le Lowcountry Council of Governments, une organisation régionale de planification métropolitaine, est chargée des transports publics locaux et des services de taxis,.

### Pompiers
Le district de pompiers de Bluffton a été créé en 1978 et inclus toute la partie du comté de Beaufort se trouvant au sud de Broad River, à l'exception de l'ile Hilton Head et de l'ile Daufuskie. L'ile Jenkins y a été ajoutée en 1994. Le district comporte neuf casernes.
Le district de pompiers de Bluffton et le Hilton Head Island Fire & Rescue sont associés pour former deux des équipes spéciales de Caroline du Sud : l'une des équipes d'État d'intervention sur les matériaux dangereux et les armes de destruction massive et l'une des quatre équipes régionales d'intervention en matière de recherche et de sauvetage en milieu urbain,.

### Police
Le service de police de la ville de Bluffton a reçu une accréditation nationale comme équipe d'élite en 2009. Il s'occupe des opérations, du soutien et des services de quartier.

## Éducation
Bluffton appartient au district scolaire du comté de Beaufort (en anglais : Beaufort County School District). On y trouve aussi plusieurs école privées indépendantes.
À l'extrémité ouest de la ville se trouve la River Ridge Academy, qui prend en charge l'éducation des enfants de la maternelle jusqu'au lycée,. C'est aussi le cas de la Cross Schools, établissement privé créé en 1998 et situé près du Buckwalter Parkway.
L'établissement privé catholique Jean-Paul II, ouvert en 2013, prends en charge les enfants au collège et au lycée en complément de l'école Saint Grégoire.

### Écoles élémentaires
L'école Michael C. Riley, ouverte en 1991, se situe à l'est de la vieille ville, elle comprends à la fois une école maternelle et une école élémentaire,.
L'école élementaire de Bluffton et l'école maternelle associées, ouvertes en 1999, se trouvent au McCracken Circle, sur le campus du lycée de Bluffton et du collège McCracken, près de Buckwalter,.
Au nord-ouest de la vieille ville se trouve l'école élémentaire Red Cedar, ouverte en 2009.
L'école de Pritchardville, créée en 2010 et qui dessert la communauté non incorporée du même nom, se trouve à Bluffton,.
En 2026, une école élementaire, nommée May River, ouvrira dans le quartier de New Riverside, à proximité du lycée du même nom.
On trouve aussi à Bluffton trois établissements scolaires privés : l'école montessori May River dans la vieille ville, créée en 1987, l'école montessori Christian Heritage, au nord de la ville, et l'école catholique Saint Grégoire le grand, créée en 2006 et située au nord de la route 278, qui accueille les enfants de la crèche jusqu'au début du collège depuis 2013.

### Collèges
Bluffton possède deux collèges publics, en plus de la River Ridge Academy, tous deux ouverts dans les années 2000 : le collège H.E. McCracken, près de l'école de Bluffton, et le collège de Bluffton, près de l'école Red Cedar.

### Lycée
Le lycée public de Bluffton, ouvert en 2004, dessert la ville de Bluffton ainsi que les villages voisins de Pritchardville et Okatie. Il se trouve sur le même campus que le collège McCracken et que l'école élementaire de Bluffton. Il a été considéré en 2011 comme un des lycées les plus exigeants par le Washington Post.
Le lycée de May River, ouvert en 2016, se trouve également à Bluffton ; il a été ouvert à la suite du fort développement de la ville qui a suivi les années 2000, car le lycée de Bluffton n'était plus suffisant pour accueillir tous les élèves. Il se situe dans le quartier nouveau de New Riverside, près de Pritchardville.

### Supérieur
L'Université de Caroline du Sud de Beaufort, appartenant au University of South Carolina System (en), possède trois campus, le plus grand se trouvant à Bluffton. On y trouve notamment le bâtiment de sciences et technologies et la bibliothèque universitaire. L'Université Technique de Lowcountry (en anglais : Technical College of the Lowcountry) possède aussi un campus à Bluffton. Les deux campus se trouvent dans le quartier de New River.

### Équipements
Une bibliothèque publique qui appartient à la bibliothèque du comté de Beaufort se trouve à Bluffton.

## Population et société

### Démographie

#### Recensement de 2020
| Course                                  | Nombre. | Perc.  |
| --------------------------------------- | ------- | ------ |
| Blanc (non hispanique)                  | 19 573  | 70,62% |
| Noir ou afro-américain (non hispanique) | 2 284   | 8,24%  |
| Natif Américain                         | 61      | 0,22%  |
| Asiatique                               | 571     | 2,06%  |
| Insulaire du Pacifique                  | 10      | 0,04%  |
| Autre/Mixte                             | 1 169   | 4,22%  |
| Hispanique ou Latino                    | 4 048   | 14,61% |

Selon le recensement de 2020, 27 716 personnes, 7 560 ménages et 5 402 familles résidaient à Blufton.

#### Recensement de 2010
Lors du recensement de 2010, 12 530 personnes, 4 417 ménages et 3 323 familles résidaint dans la ville, sur une superficie de 133 km2. La densité de population était de 94,3 habitants/km2. Il y avait 5 393 habitations avec une densité moyenne de 40,6 habitants/km2.
La ville de Bluffton a connu une croissance de 882,7 % entre les recensements de 2000 et 2010, ce qui en fait la municipalité à la croissance la plus rapide parmi celles ayant une population de plus de 2 500 habitants en Caroline du Sud. Le nombre d'habitations a augmenté de 976,4 %.
Bluffton est l'une des principales villes de la zone statistique métropolitaine de Hilton Head Island-Bluffton-Port Royal (MSA), qui comprend les comtés de Beaufort et de Jasper . En 2014, la MSA comptait une population annuelle estimée à 203 022 habitants.

### Loisirs

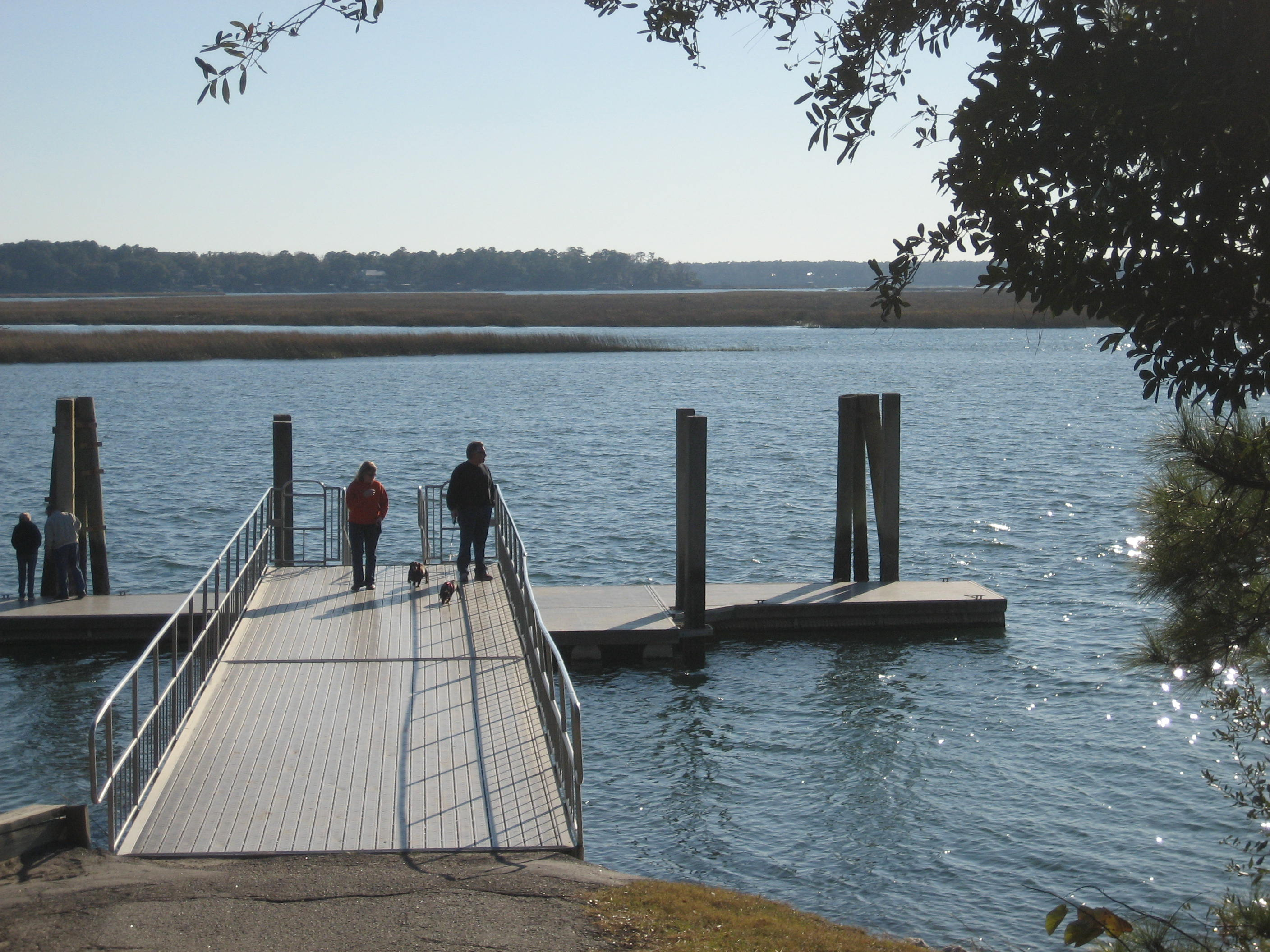
Quai pour bateaux de la rue Calhoun

Bluffton possède plusieurs parcs et lieux de loisirs. Bluffton Parkway et Buckwalter Parkway ont des pistes cyclables destinées au loisir de chaque côté de la route et Bluffton Road possède une piste cyclable allant de la route US-278 jusqu'à May River Road,,.
Une piscine intérieure appartenant à Beaufort County Parks & Recreation, nommée la Bluffton Pool, se trouve à Bluffton. On y trouve aussi un espace vert, le parc DuBois, avec des tables de pique-nique, des jeux et des balançoires. Deux complexe sportif se trouvent en ville : le MC Riley Sports Complex, qui comporte un terrain de basket et de baseball, et le parc Oscar J. Frazier, qui comporte une aire de jeu, un terrain de football et de baseball. Au bord de la rivière May se trouve l'usine à huitres, qui comporte un parc ainsi qu'un embarcadère,. Un autre embarcadère se trouve à Calhoun Street, et un autre le long de Alljoy Road.
Une piste de course en ligne droite avec une ligne électrique au milieu, la New River Trailhead Park, se trouve près de la New River, à l'extrémité ouest du territoire de la commune.
Autour du hameau de Buckwalter se trouvent le Buckwalter Recreation Center, qui comporte des terrains de football, de basket, un gymnase, un skatepark et des courts de tennis,, ainsi que le Buckwalter Trail, sentier faisant le tour du quartier.
Entre Bluffton et Brighton beach se trouve depuis 2023 le Bluffton Recreation Center, un complexe sportif incluant des courts de tennis, des terrains de football et de football américain ainsi qu'une aire de jeux,.
Au nord de la commune, près de la rivière Colleton, se trouve l'embarcadère de HE Trask, qui permet d'accéder à cette rivière.

## Économie
Longtemps une étape entre Hilton Head et Savannah, Bluffton est devenue une destination touristique à part entière avec un grand nombre d'hôtels, de restaurants et de zones commerciales comme Tanger Outlets. L'auberge de Palmetto Bluff a reçu de nombreux prix, dont celui du meilleur hôtel du pays par US News & World Report, elle est dans la liste d'or du Condé Nast Traveler des meilleurs endroits où séjourner au monde en janvier 2011. L'enseignement supérieur est un secteur important dans l'économie locale, avec des institutions telles que le campus de Hilton Head de l'Université de Caroline du Sud Beaufort et le Technical College of the Lowcountry à proximité. Bluffton possède plusieurs galeries d'art situées le long de Calhoun Street. Bluffton abrite aussi la dernière entreprise d'écaillage d'huitres à plein temps de Caroline du Sud, Bluffton Oyster Co, qui a ouvert ses portes en 1899 au bout de Wharf Street, sur les rives de la rivière May.

## Culture locale et patrimoine

### Associations culturelles
La Society of Bluffton Artists (en français : « Société des artistes de Bluffton ») est une organisation à but non lucratif créée en 1999.
Le May River Theatre (en français : « Théâtre de la rivière May ») est une compagnie de théâtre qui présente des représentations à l'auditorium Ulmer, au centre-ville de Bluffton.

### Manifestations culturelles

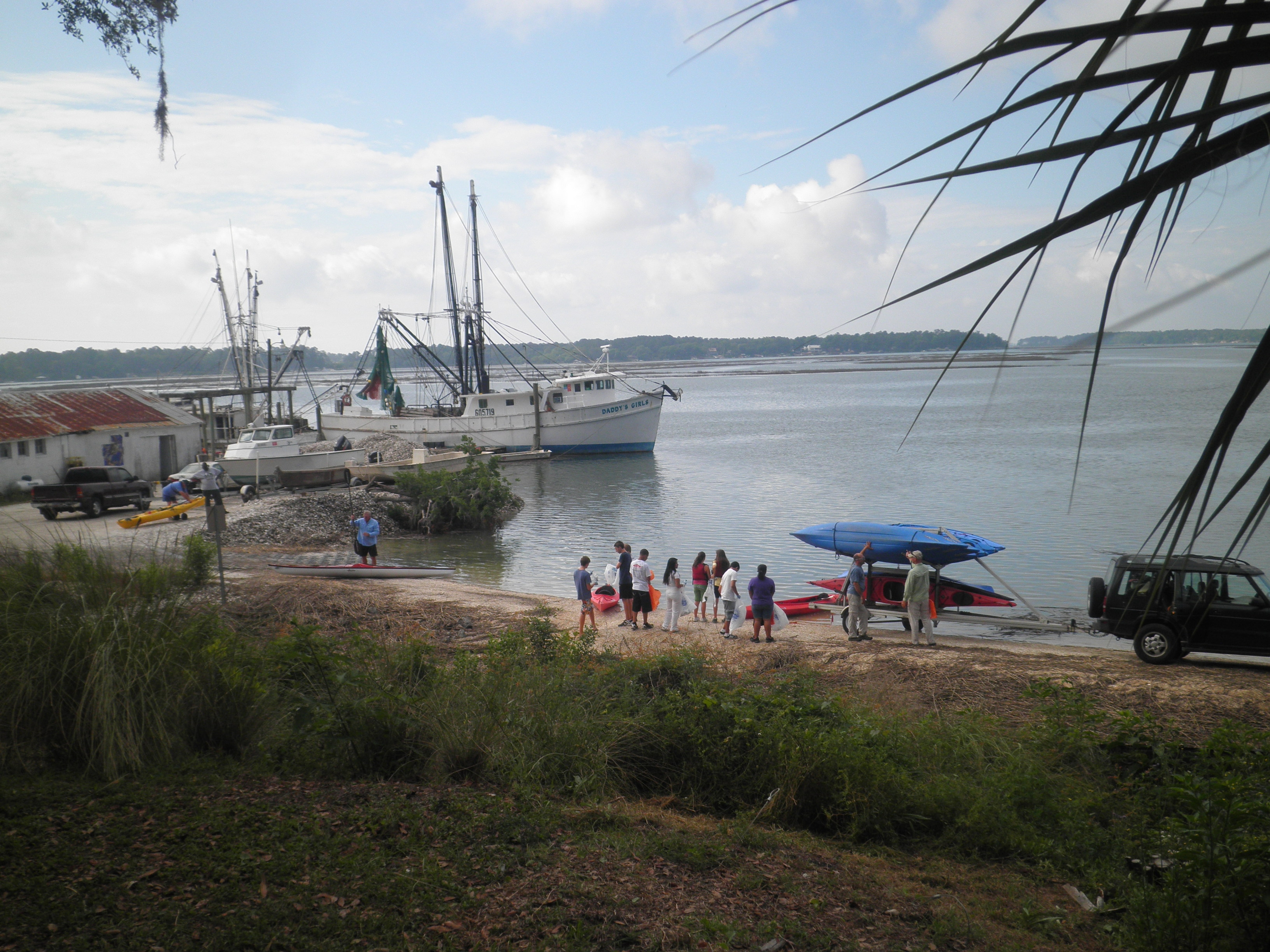
Nettoyage de la rivière May

Le Bluffton Village Festival, aussi connu sous le nom de « Mayfest », est un événement annuel qui a débuté au printemps 1978. Il rassemble des artisans et des musiciens locaux qui présentent une variété de produits pour célébrer la vie à Bluffton et sa culture locale.
La Christmas Parade (en français : « défilé de Noël ») est un défilé annuel qui a lieu début décembre et présente une grande variété de chars uniques, locaux et régionaux.
Le Historic Bluffton Arts & Seafood Festival est un festival d'automne qui comprend de nombreux événements et activités, notamment une exposition d'art, des excursions en kayak, une course de 5 km et une dégustation de fruits de mer récoltés localement.
Le Shag & Drag est un Salon de voitures classiques comportant des spectacles, organisé en juin.
Chaque année, des centaines de bénévoles s'organisent lors du May River Cleanup pour aider à éliminer les déchets et les déchets de près de 19 kilomètres de rivière et pour contribuer à sensibiliser aux défis auxquels la rivière May est confrontée.

### Monuments
Bluffton comporte de nombreux monuments historiques, parmi lesquels :
- Le musée de la maison Heyward et le centre historique[88],[89],[90].
- L'église de la Croix (en anglais : Church of the Cross)[17],[91],[92].
- La maison de transport de Squire William Pope[93],[94],[95].
- La maison de la famille Allen-Lockwood[96],[97].
- La maison Huger-Gordon, plus vieille maison de Bluffton encore debout[98],[99],[100].
- La maison Seven Oaks (en français : « des sept chênes »)[101],[102],[103].
- La maison Fripp-Lowden[104],[105].
- Le magasin de Bluffton (« The Store »)[106],[100],[107].
- L'auberge Carson[108],[107],[109].
- La maison de Daniel Hasell Heyward[110].
- La maison des frères Patz[111],[107],[112] et leur boutique Planters Mercantile[113].
- La maison Cordray[114],[115].
- L'église épiscopale méthodiste africaine de Campbell Chapel[116],[117],[118],[119].

### Sites archéologiques
Les restes archéologiques du village d'Altamaha, une des capitales du peuple Ocute (membre des Yamasees) pendant leurs trente ans de présence dans la région, se trouvent à Bluffton ; c'est un site classé au Registre national des lieux historiques,. Le site avait auparavant été occupé de façon intermittente depuis au moins le XVIe siècle av. J.-C. et comporte plusieurs sépultures.

### Personnalités liées à la ville
- Gus Dean, pilote NASCAR, est né à Bluffton[122].
- Kitty Ferguson, écrivain scientifique et conférencière, a vécu à Bluffton[123].
- Bill Workman, consultant en développement économique, a été maire de Bluffton pendant trois ans[124].

Plusieurs personnalités sont venues en voyage à Bluffton, comme Chris Pratt, Katherine Schwarzenegger, Hailey et Justin Bieber.